# Kurt Baumgarte
Kurt Baumgarte (* 22. April 1912 in Hannover; † 21. Juli 2006 ebenda) war ein deutscher Politiker (KPD) und Widerstandskämpfer gegen den Nationalsozialismus.

## Leben
Nach dem Besuch der Volksschule wurde Baumgarte Gebrauchsgrafiker und besuchte zwischen 1928 und 1930 die Kunstgewerbeschule Hannover. Seit 1926 war Baumgarte im Kommunistischen Jugendverband Deutschlands organisiert und Bezirksfunktionär. 1930 wurde er Mitglied der KPD. Von 1933 bis 1934 hielt er sich in der  Sowjetunion auf und besuchte die internationale Leninschule in Moskau. Von 1934 bis 1935 war er illegal gegen das nationalsozialistische Regime in Hamburg und Norddeutschland tätig und wurde aufgrund dessen im Februar 1935 in Berlin verhaftet. Baumgarte wurde in das KZ Hamburg-Fuhlsbüttel verbracht; 1936 wurde er vom Volksgerichtshof Berlin zu 15 Jahren Zuchthaus verurteilt. Am 7. Mai 1945 wurde Baumgarte von den Alliierten aus dem Zuchthaus Waldheim befreit.
Nach dem Ende des Zweiten Weltkrieges war er als Sekretär beim Aufbau der Parteiarbeit der KPD in Hannover und Umgebung tätig. Zwischen dem 23. August 1946 und dem 29. Januar 1946 war er Mitglied des ernannten Hannoverschen Landtages und stellvertretender Vorsitzender der KPD-Landtagsfraktion.
Das Landgericht Lüneburg verurteilte Baumgarte am 13. März 1966 wegen Fortsetzung der Tätigkeit in der verbotenen KPD und wegen „Rädelsführerschaft, Geheimbündelei in verfassungsfeindlicher Absicht“ zu einer Gefängnisstrafe von einem Jahr und zehn Monaten sowie drei Jahren Aberkennung der Bekleidung öffentlicher Ämter und Wählbarkeit. Er hat um seine Rehabilitierung gekämpft und an Demonstrationen in Lüneburg vor dem Landgericht teilgenommen.
1968 trat er in die DKP ein und war in der zentralen Schiedskommission mehrere Jahre aktiv. In der Geschichtsarbeit der VVN/BdA war er tätig und hat das Buch von Hans Teich über Hildesheim und seine Antifaschisten mitherausgegeben.
Kurt Baumgarte wurden im Juli 2002 von einem hochbetagten ehemaligen Beamten der niedersächsischen Justiz handschriftliche Gefängnis-Tagebücher von KPD-Funktionären aus dem Jahre 1950 und 1951 übergeben. Sie wurden als Buch veröffentlicht.
Er war mit Emmy Baumgarte geb. Schaper verheiratet und hatte einen Sohn. 1933 wurde sie wegen illegaler Arbeit für den KJVD verhaftet und im Frauengefängnis inhaftiert. Sein Bruder August Baumgarte war auch Widerstandskämpfer.

## Veröffentlichungen
- mit Dirk Addicks, Ulrich Sonnenberg, Alexander Weil: Hans Teich – Hildesheim und seine Antifaschisten, Hildesheim 1979, Selbstverlag
- Politische Strafjustiz in Niedersachsen. Dokumentation, Selbstverlag, Hannover 1966